# Сарач Мордехай Сімович
Мордехай (Марк) Сарач (1845, Євпаторія, Таврійська губернія — 17 лютого (2 березня) 1903, Євпаторія, Таврійська губернія) — караїмський громадський діяч, габбай, меценат. Спадковий почесний громадянин.

## Біографія

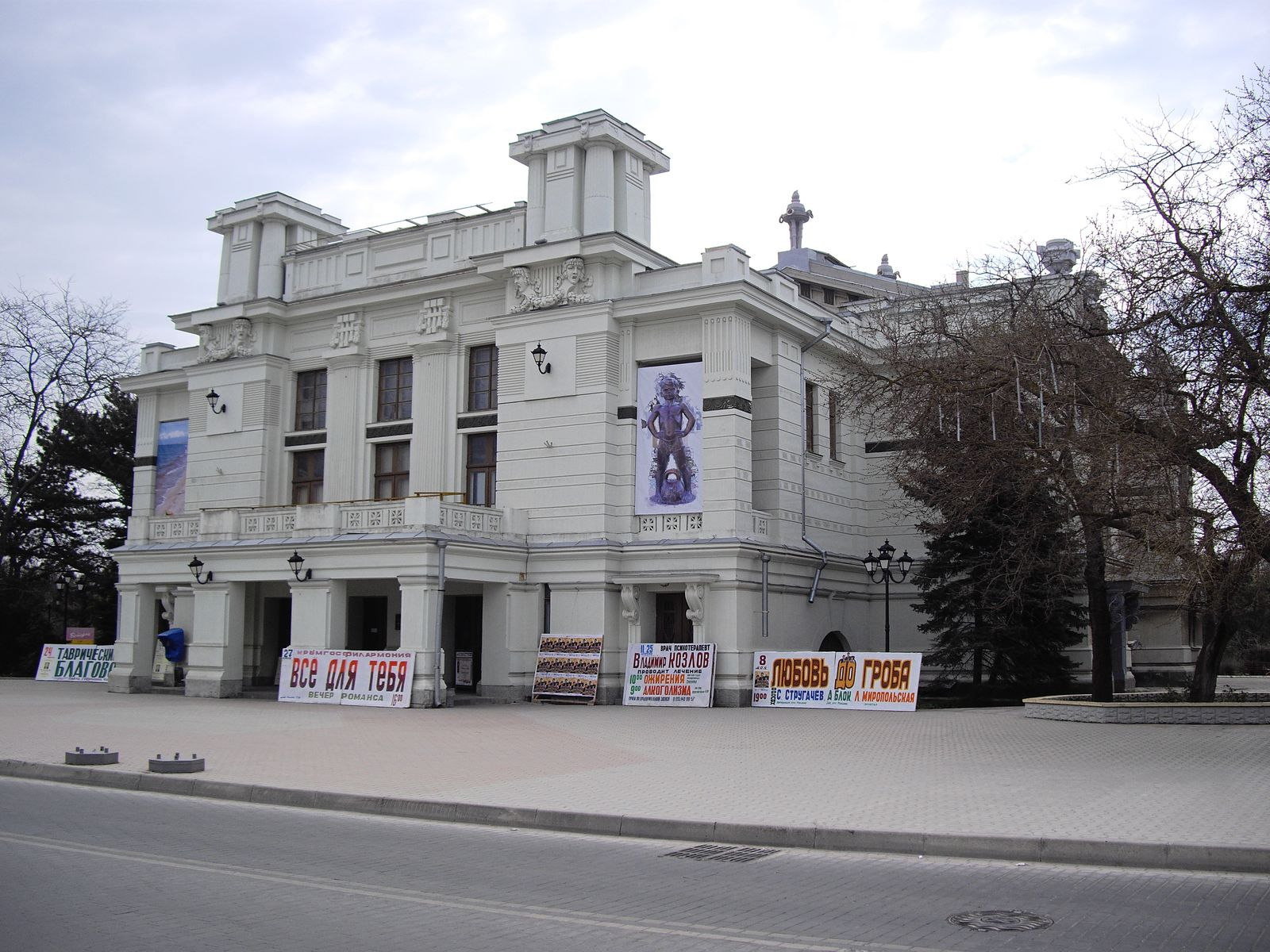
Театр ім А. С. Пушкіна в Євпаторії

Довгі роки був габбаєм (старостою) караїмської громади Євпаторії; був головою Євпаторійського сирітського суду і гласним міської думи Євпаторії. У січні 1901 року пожертвував 25 тисяч рублів для будівництва в Євпаторії театру та традиційної народної аудиторії. Аудиторія ім. А. С. Пушкіна, призначена для читання публічних лекцій, була побудована в 1904 році, а будівля міського театру ім. А. С. Пушкіна — в 1910 році.
Помер 17 лютого (2 березня) 1903 року.

## Родина
Був одружений з євпаторійськоою караїмкою Тотеш Туршу, з якою у нього були сини:
- Борис Сарач (1879—1974, Париж) — адвокат, присяжний повірений, міський голова Євпаторії в 1917—1919 рр.[2]
- Мойсей Сарач (1882—1938) — юрисконсульт, розстріляний в 1938 році в Запорізькій області[5][6].
- Арон Сарач (? — 1918) — купець, поміщик і громадський діяч. Убитий в Євпаторії в ніч на 1 березня 1918 року під час червоного терору[7].
- Семен (Сима) Сарач (? — 1959 Франція) — мільйонер, батько благодійника і караїмського громадського діяча Михайла Сарача.
- Соломон Сарач (1893—1929, Москва) — юрист[8].

## Пам'ять
У 2010 році в будівлі Євпаторійського театру ім. А. С. Пушкіна у зв'язку з його 100-річним ювілеєм було встановлено меморіальну дошку в пам'ять про Мордехая Сарача.